# Rajd 1000 Miglia

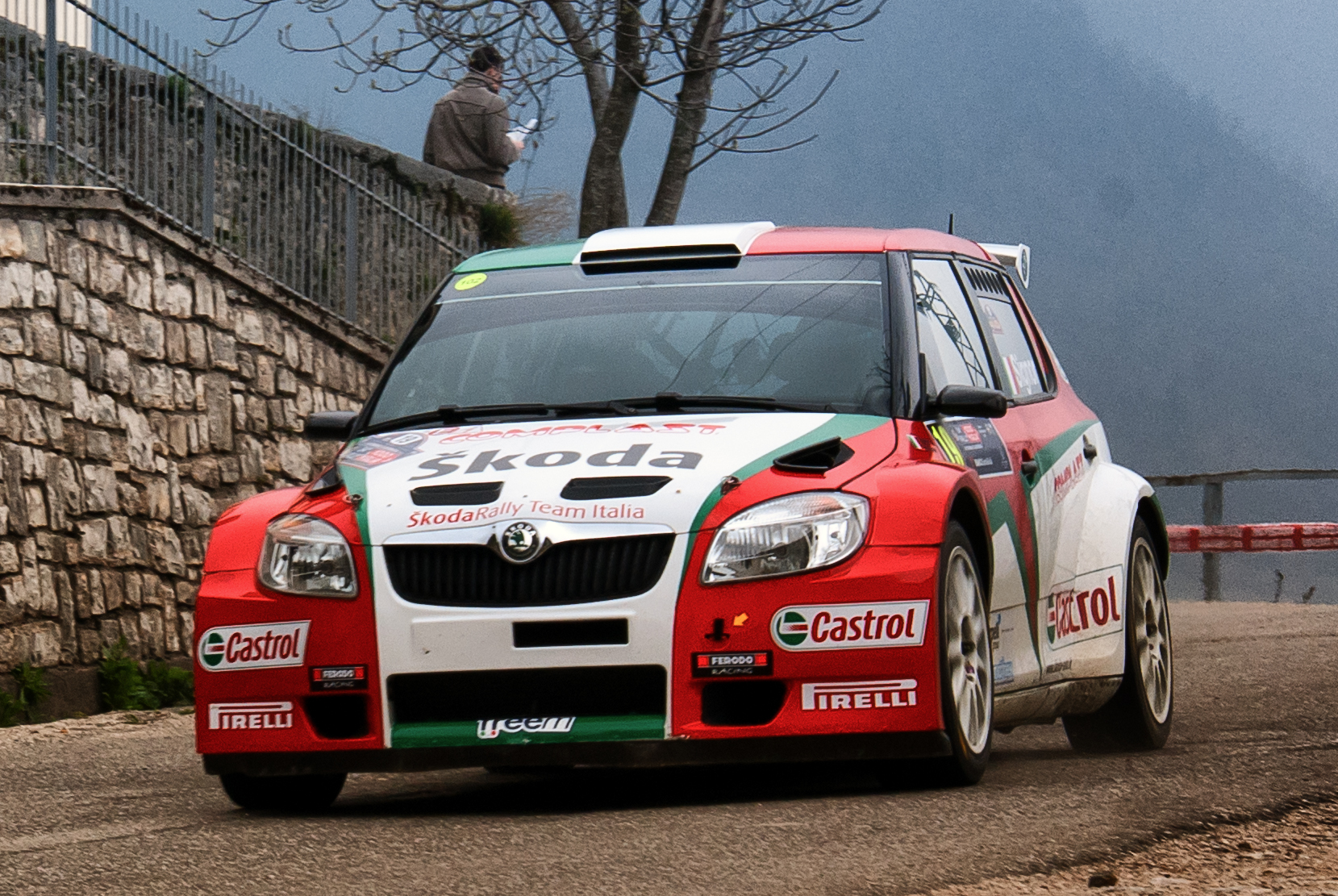
Marco Signor (Škoda Fabia S2000) podczas rajdu w 2010

Rally 1000 Miglia (wł.: Rally "Rajd", Miglia "Mil") – rajd we Włoszech organizowany od roku 1977, jako runda mistrzostw Włoch i mistrzostw Europy. Od 2001 roku jako jeden z ważniejszych rajdów w mistrzostwach Europy.
Rajd organizowany jest przez Automobile Club di Brescia i odbywa się na asfaltowych drogach w górach w prowincji Brescia i Lombardia. Jego długość to zazwyczaj około 1000 km.

## Zwycięzcy
| Rok  | Nazwa rajdu           | Kierowca           | Pilot                | Samochód                       | Kategoria  |
| ---- | --------------------- | ------------------ | -------------------- | ------------------------------ | ---------- |
| 1977 |                       | Mario Pasetti      | Luigi Pirollo        | Fiat 131 Abarth                | CAR        |
| 1978 |                       | Alessandro Cola    | Emilio Redaelli      | Lancia Stratos                 | CAR        |
| 1979 |                       | Giovanni Casarotto | Stefano Zonta        | Lancia Stratos                 | CAR        |
| 1980 |                       | Nicola Busseni     | Roberto Bassi        | Porsche Carrera RS             | CAR        |
| 1981 |                       | Nicola Busseni     | Roberto Bassi        | Porsche Carrera RS             | CAR        |
| 1982 |                       | Carlo Cuccirelli   | Daniela Muttini      | Porsche Carrera RS             | CAR        |
| 1983 |                       | Nicola Busseni     | Daniele Ciocca       | Ferrari 308 GTB                | CAR        |
| 1984 |                       | Nicola Busseni     | Daniele Ciocca       | Lancia 037 Rally               | CAR        |
| 1985 |                       | Dario Cerrato      | Giuseppe Cerri       | Lancia Delta S4                | CAR        |
| 1986 |                       | Fabrizio Tabaton   | Luciano Tedeschini   | Lancia 037 Rally               | CAR        |
| 1987 |                       | Dario Cerrato      | Giuseppe Cerri       | Lancia Delta 4WD               | CAR        |
| 1988 |                       | Gianfranco Cunico  | Stefano Evangelisti  | Lancia 037 Rally               | CAR        |
| 1989 | 13. Rally 1000 Miglia | Dario Cerrato      | Giuseppe Cerri       | Lancia Delta Integrale         | ERC5       |
| 1990 | 14. Rally 1000 Miglia | Piero Liatti       | Luciano Tedeschini   | Lancia Delta Integrale 16V     | ERC5       |
| 1991 | 15. Rally 1000 Miglia | Gianfranco Cunico  | Stefano Evangelisti  | Ford Sierra RS Cosworth 4x4    | ERC5       |
| 1992 | 16. Rally 1000 Miglia | Lorenzo Colbrelli  | Roberto Berardi      | Lancia Delta Integrale 16V     | ERC5       |
| 1993 | 17. Rally 1000 Miglia | Piero Longhi       | Gianfranco Imerito   | Lancia Delta HF Integrale      | ERC5, CAR  |
| 1994 | 18. Rally 1000 Miglia | Piero Longhi       | Fabrizia Pons        | Toyota Celica Turbo 4WD        | ERC5, CAR  |
| 1995 | 19. Rally 1000 Miglia | Gianfranco Cunico  | Stefano Evangelisti  | Ford Escort RS Cosworth        | ERC5, CAR  |
| 1996 | 20. Rally 1000 Miglia | Gianfranco Cunico  | Pierangelo Scalvini  | Ford Escort RS Cosworth        | ERC10, CAR |
| 1997 | 21. Rally 1000 Miglia | Andrea Dallavilla  | Danilo Fappani       | Subaru Impreza 555             | ERC10, CIR |
| 1998 | 22. Rally 1000 Miglia | Gianfranco Cunico  | Luigi Pirollo        | Ford Escort WRC                | ERC10, CIR |
| 1999 | 23. Rally 1000 Miglia | Gianfranco Cunico  | Luigi Pirollo        | Subaru Impreza WRC             | ERC10, CIR |
| 2000 | 24. Rally 1000 Miglia | Paolo Andreucci    | Giovanni Bernacchini | Subaru Impreza WRC             | ERC10, CIR |
| 2001 | 25. Rally 1000 Miglia | Renato Travaglia   | Flavio Zanella       | Peugeot 206 WRC                | ERC20, CIR |
| 2002 | 26. Rally 1000 Miglia | Renato Travaglia   | Flavio Zanella       | Peugeot 206 WRC                | ERC20, CIR |
| 2003 | 27. Rally 1000 Miglia | Miguel Campos      | Carlos Magalhaes     | Peugeot 206 WRC                | ERC20, CIR |
| 2004 | 28. Rally 1000 Miglia | Giandomenico Basso | Mitia Dotta          | Fiat Punto S1600               | ERC, CIR   |
| 2005 | 29. Rally 1000 Miglia | Renato Travaglia   | Flavio Zanella       | Renault Clio S1600             | ERC, CIR   |
| 2006 | 30. Rally 1000 Miglia | Paolo Andreucci    | Anna Andreussi       | Fiat Punto Abarth S2000        | ERC, CIR   |
| 2007 | 31. Rally 1000 Miglia | Giandomenico Basso | Mitia Dotta          | Fiat Grande Punto Abarth S2000 | ERC, CIR   |
| 2008 | 32. Rally 1000 Miglia | Paolo Andreucci    | Anna Andreussi       | Mitsubishi Lancer Evo IX       | ERC, CIR   |
| 2009 | 33. Rally 1000 Miglia | Giandomenico Basso | Mitia Dotta          | Fiat Grande Punto S2000        | ERC, CIR   |
| 2010 | 34. Rally 1000 Miglia | Paolo Andreucci    | Anna Andreussi       | Peugeot 207 S2000              | ERC, CIR   |
| 2011 | 35. Rally 1000 Miglia | Paolo Andreucci    | Anna Andreussi       | Peugeot 207 S2000              | ERC, CIR   |
| 2012 | 36. Rally 1000 Miglia | Giandomenico Basso | Mitia Dotta          | Ford Fiesta S2000              | ERC, CIR   |

- CAR/CIR - Rajdowe Mistrzostwa Włoch (Campionato Italiano Rally)
- ERC - Rajdowe Mistrzostwa Europy (liczba oznacza współczynnik rajdu)

Liczba zwycięstw (kierowcy):
| Liczba zwycięstw | Kierowca           | Lata                               |
| ---------------- | ------------------ | ---------------------------------- |
| 6                | Gianfranco Cunico  | 1988, 1991, 1995, 1996, 1998, 1999 |
| 5                | Paolo Andreucci    | 2000, 2006, 2008, 2010, 2011       |
| 4                | Nicola Busseni     | 1980, 1981, 1983, 1984             |
| 4                | Giandomenico Basso | 2004, 2007, 2009, 2012             |
| 3                | Dario Cerrato      | 1985, 1987, 1989                   |
| 3                | Renato Travaglia   | 2001, 2002, 2005                   |
| 2                | Piero Longhi       | 1993, 1994                         |

Liczba zwycięstw (konstruktorzy):
| Liczba zwycięstw | Kierowca   | Lata                                                             |
| ---------------- | ---------- | ---------------------------------------------------------------- |
| 11               | Lancia     | 1978, 1979, 1984, 1985, 1986, 1987, 1988, 1989, 1990, 1992, 1993 |
| 5                | FIAT       | 1977, 2004, 2006, 2007, 2009                                     |
| 5                | Peugeot    | 2001, 2002, 2003, 2010, 2011                                     |
| 5                | Ford       | 1995, 1996, 1998, 1991, 2012                                     |
| 3                | Porsche    | 1980, 1981, 1982                                                 |
| 3                | Subaru     | 1997, 1999, 2000                                                 |
| 1                | Ferrari    | 1983                                                             |
| 1                | Mitsubishi | 2008                                                             |
| 1                | Renault    | 2005                                                             |
| 1                | Toyota     | 1994                                                             |